# Hôtel du Commerce (Louhans)
L'hôtel du Commerce de Louhans est situé sur le territoire de la commune de Louhans dans le département français de Saône-et-Loire et la région Bourgogne-Franche-Comté.

## Historique
Il fait l'objet d'une inscription au titre des monuments historiques depuis le 18 janvier 1928 et d'un classement depuis le 13 mars 1934.